# Engerdal
Engerdal é uma comuna da Noruega, com 2 195 km² de área e 1 503 habitantes (censo de 2004).         